# Jehud-Monosson
Jehud-Monosson (hebr. יְהוּד-מוֹנוֹסוֹן; arab. يهود مونوسون) – miasto położone w Dystrykcie Centralnym w Izraelu. Leży na równinie Szaron w aglomeracji miejskiej Tel Awiwu-Jafy, znanej jako Gusz Dan.

## Historia
O mieście Jehud pierwsze wzmianki znajdujemy w czasach podboju Kanaanu przez Izraelitów. Jednak współczesna osada Yehud została założona w 1953. Osiedlili się tu między innymi żydowscy imigranci z Turcji i Polski.
Częścią miasta Jehud jest kiriat Bialystok. To osiedle zostało utworzone w 1950 roku przez imigrantów z Białegostoku i okolic rozproszonych po całym świecie. Kiriat Bialystok w 1990 liczył około 300 domów. O tradycji przypomina synagoga z tablicą pamiątkową i Dom-Klub z pamiątkami z rodzinnego Białegostoku.
W 2003 nastąpiło połączenie miasta Jehud z sąsiednim osiedlem Neve Monosson (ponad 3 tys. mieszkańców). W ten sposób powstało miasto Yehud Monosson.

## Demografia
Zgodnie z danymi Izraelskiego Centrum Danych Statystycznych w 2006 roku w mieście żyło 25,5 tys. mieszkańców, wszyscy Żydzi.
Populacja miasta pod względem wieku:
| Wiek (w latach) | Procent populacji w % |
| --------------- | --------------------- |
| 0-4             | 8,4%                  |
| 5-9             | 8,2%                  |
| 10-14           | 7,8%                  |
| 15-19           | 7,3%                  |
| 20-29           | 14,7%                 |
| 30-44           | 20,2%                 |
| 45-59           | 19,7%                 |
| ponad 60        | 13,7%                 |

Źródło danych: Central Bureau of Statistics.

## Transport
Przy mieście przebiega droga ekspresowa nr 40  (Kefar Sawa – Ketura).